# Józef Mikołaj de Raëss
Józef Mikołaj de Raëss (Raës, Deraes, Deraess, Dereass) herbu własnego (zm. przed 14 stycznia 1771 roku) – sędzia ziemski trocki w latach 1765–1770, wojski trocki w latach 1760–1765, podwojewodzi trocki w latach 1752–1765, miecznik trocki w latach 1742–1760, dyrektor trockiego sejmiku relacyjnego z konwokacji i trockiego sejmiku przedelekcyjnego 1764 roku, konsyliarz województwa trockiego i dyrektor trockiego sejmiku deputackiego 1768 roku, dyrektor trockiego sejmiku przedsejmowego 1761 roku, dyrektor trockiego sejmiku deputackiego 1769 roku.